# Natura 2000-område nr. 86 Vejen Mose
Natura 2000-område nr. 86 Vejen Mose  er et moseområde, med et samlet areal på 461 hektar, og består af et EU-habitatområde (H75) og et fuglebeskyttelsesområde (F54). Beskyttelsesområdet, der er privatejet, ligger i Vejen Kommune ca. 5 kilometer nordvest for byen Vejen.

## Beskrivelse
Vejen og Gammelby Moser udgør et sammenhængende mosekompleks, der er rester af tidligere højmose, omdannet til tørvemose tilgroet med birk, omgivet af mere lysåbne engarealer.
Området blev oprindeligt udpeget som fuglebeskyttelsesområde på baggrund af af ynglende tinksmed, men denne findes ikke mere i området. Tranen har i de senere år etableret sig med et ynglepar, ligesom rødrygget tornskade yngler i mosen.
Stort set alle Natura 2000-naturtyper i området er truet af eutrofiering og tilgroning, og hele habitatområdet er påvirket af omfattende afvanding til Holsted Å. Lige syd for arealet går motorvejen E20 mellem Kolding og Esbjerg.

## Eksterne kilder og henvisninger
1. ↑  Miljøstyrelsen Sydjylland (juni 2023). "Naturplan 2022-2027  Natura 2000-område nr.  86 Vejen Mose" (PDF). mst.dk. Miljøstyrelsen. Arkiveret (PDF) fra originalen 5. juli 2024. Hentet 25. juni 2024.
2. ↑  
Miljøstyrelsen Sydjylland (november 2021). "Revideret basisanalyse 2022-2027  Natura 2000-område nr. 86 Vejen Mose" (PDF). mst.dk. Miljøstyrelsen. Arkiveret (PDF) fra originalen 5. juli 2024. Hentet 5 juli 2024.
3. ↑  Vejen Kommune og Miljøstyrelsen (2024). "Natura 2000-handleplan 2022-2027 n86 Vejen Mose" (PDF). mst.dk. Miljøstyrelsen. Arkiveret (PDF) fra originalen 5. juli 2024. Hentet 5. juli 2024. {{cite web}}: line feed character i |title= på position 33 (hjælp)

- Naturplanen Arkiveret 11. juni 2021 hos  Wayback Machine
- Naturplanen 2016-2021 Arkiveret 11. juni 2021 hos  Wayback Machine
- Bilag 2006 Arkiveret 9. januar 2022 hos  Wayback Machine
- Basisanalysen 2016-21 Arkiveret 11. juni 2021 hos  Wayback Machine
- Kort over området på miljoegis.mim.dk